# شيء ما يحترق (فلم)
شيءٌ ما يحترق فيلم سينمائي سوري من إنتاج العام 1993.
عرض في صالة المركز الثقافي العربي بالسويداء ضمن فعاليات مهرجان الجولان في عيوننا بدورته الخامسة.
الفيلم يتناول قضية النازحين من الجولان السوري المحتل عام 1967 ومعاناتهم التي امتدت حتى عام 1986 من خلال مسارين أساسين تمثل إحداهما بشخصية أب يخالجه الحنين لوطنه باستمرار والتوق للعودة إليه في حين جسد الابن السعي للكسب المادي بطرق غير مشروعة بعيدة عن القيم ليعكس بذلك جملة من المفارقات بين جيلين .

## قصة الفيلم
(أبو رمزى) ينزح من الجولان مع عائلته، ويتعب من أجل تأمين لقمة العيش وتساعده زوجته التي تعمل في الخياطة، أما الابن (رمزى) الذي ترعرع في وسط جديد، وسط يعتمد على المال بدرجة أولى، فإنه يحلم بالثراء السريع وبأسهل الطرق، مما يدفعه للاصطدام مع ابيه الذي يحلم بسقف يأويه عن طريق الكسب الحلال يدفع (أبو رمزى) المال لصهره كى يبنى له بيتا، وفي اللحظات الأخيرة يأتى بلدوزر البلدية ليهدم المنزل ويموت (رمزى) برصاص معلمه الذي عمل معه لعلاقة خيانة بينه وبين زوجة معلمه.

## فريق العمل
سيناريو: غسان شميط، وليد معماري
إخراج: عسان شميط
إنتاج: المؤسسة العامة للسينما
مدير الإنتاج: حسني البرم
مدير التصوير: عبده حمزة
مونتاج: زهير داية
غناء: لبانة قنطار

## بطولة
- يوسف حنا
- منى واصف
- خالد تاجا
- بسام كوسا
- أمل عرفة
- عزة البحرة
- عبد الفتاح المزين
- لينا حوارنة
- علي كريم
- نبيه نعمان
- عواطف الحلبي
- فاتن عبدالنافع
- روسلان شميط
- فواز أبوسلمان
- واصف الحلبي
- ظفيرة قطان
- سلمان أبوعمار
- عمر فرهود
- غسان الجباعي
- زهير دعبول
- أحمد مسالخي
- سناء سواح
- إيمان أبودياب
- صلاح صلوحة
- ليال شميط
- نزية أبو صالح
- صفوان بعكر